# Ardisia purpurea
Ardisia purpurea är en viveväxtart som beskrevs av Caspar Georg Carl Reinwardt och Carl Ludwig von Blume. Ardisia purpurea ingår i släktet Ardisia och familjen viveväxter. Inga underarter finns listade i Catalogue of Life.